# Воскресенівка (Ровеньківський район)
Воскресе́нівка —  село в Україні, в Хрустальненській міській громаді Ровеньківського району Луганської області. Населення становить 151 осіб. Орган місцевого самоврядування — Петровська міська рада.
| Україна | Це незавершена стаття з географії України. Ви можете допомогти проєкту, виправивши або дописавши її. |